# Ant Farm
Ant Farm est un groupe d'architectes américains qui produisit des œuvres expérimentales de 1968 à 1978. Leur travail est documenté en vidéo, et le groupe est considéré comme pionnier dans les arts multimédia. 
Il peut être considéré comme un mélange entre Archigram, les Rolling Stones et The Yes Men, et fait partie du mouvement de la contre-culture américaine de cette époque. 
Ant Farm utilisa des technologies alors en pointe tout en attaquant de front la culture américaine de critiques politiques et sociales de façon très critique (et même violente) envers les mass-medias.

## Quelques travaux
- Media Burn (1975). Une Cadillac fut conduite dans un mur de télévisions en feu.
- Cadillac Ranch, ou plusieurs Cadillac sont semi-enterrées le long de l'Interstate 40 près de Amarillo (Texas).
- Maison du Siècle (avec l'architecte Richard Jost)
- Inflatocookbook
- The Eternal Frame (1975), une collaboration avec T.R. Uthco ou des comédiens rejouent l'assassinat de John F. Kennedy au Dealey Plaza documenté en vidéo.
- Citizen's Time Capsule (1975) au Artpark, Lewiston, N.Y.